# Attia el Maghraoui
Attia el Maghraoui est le chef de la tribu des Maghraouas au Xe siècle.
Plusieurs de ses fils prendront le pouvoir de la tribu des Maghraouas.